# The Padre's Gift
The Padre's Gift è un cortometraggio muto del 1912 prodotto dalla Nestor. Il nome del regista non viene riportato nei credit del film che, prodotto da David Horsley, aveva come interpreti William Clifford, Edna Maison, Harry Pollard.

## Produzione
Il film fu prodotto dalla Nestor Film Company.

## Distribuzione
Distribuito dall'Universal Film Manufacturing Company, il film - un cortometraggio di una bobina - uscì nelle sale cinematografiche degli Stati Uniti il 27 dicembre 1912.